# 端原氏系図及城下絵図

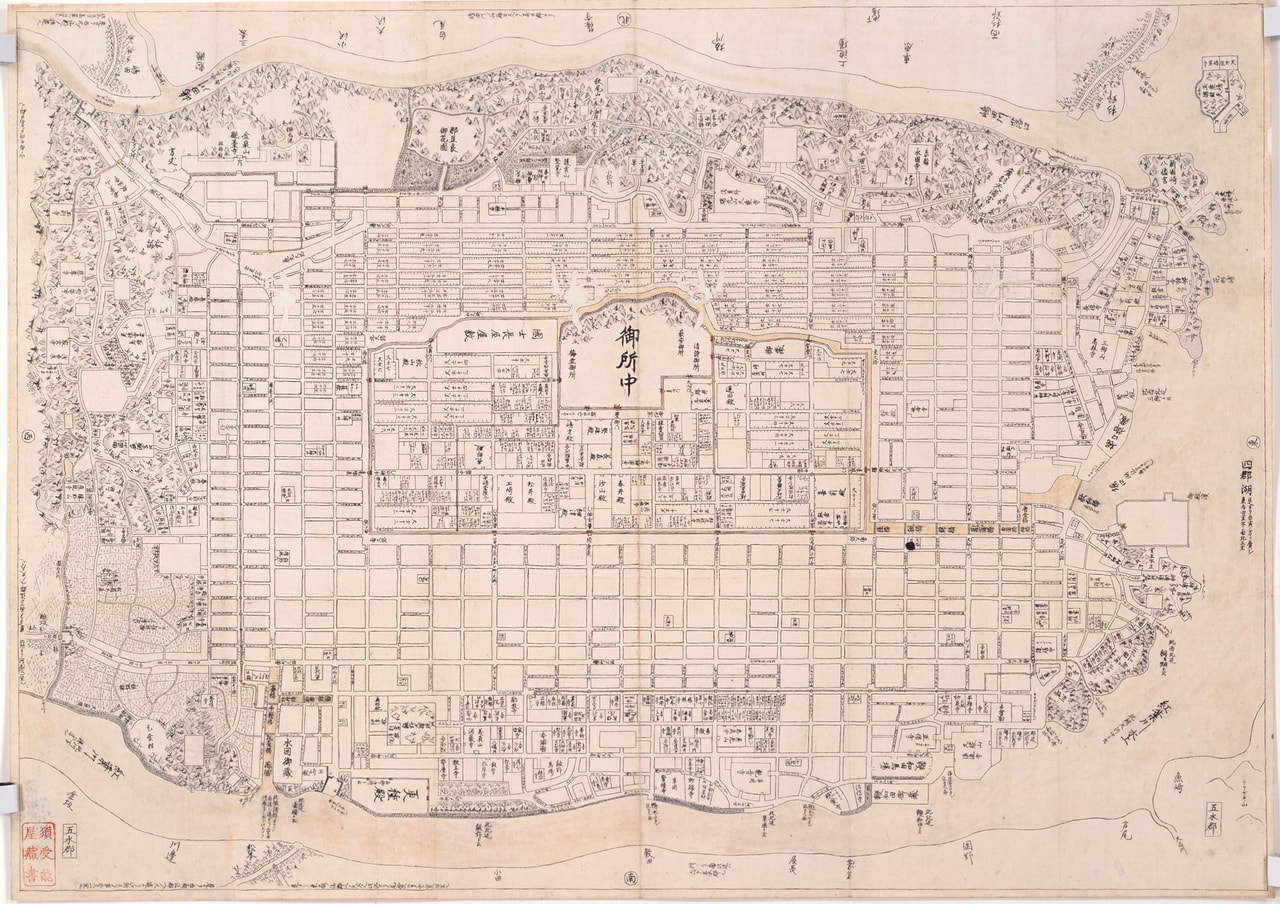
「端原氏城下絵図」

『端原氏系図及城下絵図』（はしはらしけいずおよびじょうかえず）は、小津栄貞（弥四郎）、のちの本居宣長が作成した、架空の氏族「端原氏」の系図および城下絵図である。延享3年（1746年）から4年（1747年）ごろに執筆がはじまり、延享5年（1748年）には中断された。いずれも松阪市が所有しており、昭和43年（1968年）より「本居宣長稿本類並関係資料　千九百四十九点」の一部として重要文化財に指定されている。本居宣長記念館所蔵。

## 執筆
宣長は享保15年（1730年）、伊勢国松坂の裕福な商人である小津家に生まれた。12歳ごろから斎藤松菊より『今川』や『江戸往来』、岸江之仲より『小学』『大学』『中庸』『論語』『孟子』、謡曲などを学んだ。また、延享2年（1745年）4月から翌年3月まで、江戸・大伝馬町にある叔父の店に寄宿した。
青年期の宣長は地理に強い興味をもっていたようであり、延享2年3月に記した初めてのオリジナルの作品である『松坂勝覧』は、松坂の地誌であった。また、延享3年（1746年）5月から宝暦元年（1751年）11月までのあいだ、自作の日本図である『大日本天下四海画図』を製作した。そのほか、宣長は系図にも興味を持っていたようであり、延享元年（1744年）には『宗族図・母党図・妻党図・婚姻図』、『神器伝授図』、『中華歴代帝王国統相承之図』などを相次いで書写している。
「端原氏城下絵図」に「延享五ノ三ノ廿七書ハジム」と記載されていることから、絵図については延享5年3月27日（1748年4月24日）に制作がはじまったことがわかる。岡本勝は、おそらく宣長は物語を書こうとしていたのであろうと論じ、この「端原氏物語」および系図については彼が17歳から18歳のときである、延享3年（1746年）から4年（1747年）ごろにはすでに執筆がはじまっていたのではないかと考えている。
しかし、宣長は寛延元年（1748年）の11月には山田の今井田家に養子に行くこととなり、このころに執筆は中断したものと考えられる。その後、宣長は医術をおさめて開業し、医家としての仕事と並行しながら、国学者としての執筆活動をはじめていく。宝暦8年（1758年）より執筆がはじまった『古今選』の草稿には「端原氏系図」の裏紙がつかわれており、このころの宣長にはすでに、一連の資料を執筆しつづける意思はなかったものとみられる。

## 解題

### 端原氏系図
13.6 cm（13.7 cmとも） × 38.6 cmの半切横本。墨付51丁・遊紙3丁。横本袋綴であったものを両面開きに改装し、美濃紙の表紙を新埔している。系図は「大系図」「御系図」「御分家」（8氏）「御邦客」（7氏）「御大侍」（28氏）「御侍高家」（37氏）「御侍」（176氏）から構成される。きわめて詳細に記述されているが、登場する人物はすべて架空のものである。大身の家には出自・知行地・石高・館宅・生没・幼名・官職・母・夫人・家臣などの注記があり、侍階級に対しても石高・屋敷の所在・生年・官職などが記される。

### 端原氏城下絵図
51.5 cm × 71.5 cmの折帖装。「延享五ノ三ノ廿七書ハジム」とあり、宣長が19歳のときに作成されたものであることがわかる。北を上にした地図であり、中央に堀に囲まれた区画が描写される。区画の上部には内堀を巡らせた御所が描画され、そのほかには系図所蔵の分家・御邦客の屋敷が描かれる。また、壕の外には条坊制の町割りが広がり、おなじく系図に名の挙がる武家の屋敷が描き入れられる。また、北方・西方の山の手には社寺、南北には川が配される。

## 研究史
「端原氏城下絵図」は宣長から数えて5代目の子孫である本居清造によって「洛中洛外ノ図」と命名されていた。同絵図は、1972年にはじまった本居宣長記念館蔵本基本調査により確認されたものであるが、京都のような印象を与えながらも現実の京都とはまったく町割りを異にすることから、その素性はよくわかっていなかった。文化庁調査官の山本信吉は、袋とじになっていた『古今選』草稿本の裏紙にある系図を調べ、系図の始祖に「大道先穂主」なる見慣れない神名がみられること、年号・地名などが他に見られないものであることに気づき、これを架空の系図とした。岡本勝は、同系図にあらわれる地名・人名が「洛中洛外ノ図」にあらわれるものと同一であることに気づき、両者は宣長が執筆しようとしていた「端原氏物語」を構成する資料であると考えた。
絵図と系図が整合することについては異論は出ていないが、「端原氏物語」の実在性については各種の議論がある。岡本・山本のほか、中根道幸も同物語の実在に肯定的である一方、日野龍夫は岡部の説に疑問を呈し、彼にははじめから、端原氏の物語を小説というかたちであらわすつもりはなかったのではないかと論じている。ほかに、岩田隆・鈴木淳も「端原氏物語」の存在を仮定することに否定的である。上杉和央は、彼の系図・地図に対する興味をそれぞれ「歴史ないし時間の図化」「場所ないし空間の図化」に対する関心のあらわれであると整理し、『端原氏系図及城下絵図』はひとつの想像世界をこのふたつの様式をもって描写したものであると論じている。